# II-divisioona 2024
La II-divisioona 2024 è la 31ª edizione del campionato di football americano di terzo livello, organizzato dalla SAJL.

## Squadre partecipanti
| Club                     | Città            | Stadio | Sponsor ufficiale | Risultato nella stagione 2023 |
| ------------------------ | ---------------- | ------ | ----------------- | ----------------------------- |
| Flying Fishcocks         | Kuopio/Kiuruvesi |        |                   |                               |
| Hämeenlinna Tigers       | Hämeenlinna      |        |                   |                               |
| Helsinki Wolverines Blue | Helsinki         |        |                   |                               |
| Jyväskylä Jaguars        | Jyväskylä        |        |                   |                               |
| Kokkola Scorpions        | Kokkola          |        |                   |                               |
| Kuusankoski Cowboys      | Kuusankoski      |        |                   |                               |
| Mikkeli Bouncers         | Mikkeli          |        |                   |                               |
| Pori Bears               | Pori             |        |                   |                               |
| Rovaniemi Nordmen        | Rovaniemi        |        |                   |                               |
| Sipoo Bulldogs           | Sipoo            |        |                   |                               |
| Turku Trojans            | Turku            |        |                   |                               |

## Stagione regolare

### Calendario

#### 1ª giornata
| Kouvola 1º giugno 2024, ore 14:00 | Kuusankoski Cowboys | 42 – 7 (14-0 14-0 7-0 7-7) referto | Helsinki Wolverines Blue | Sarkolan tekonurmi |

| Rovaniemi 1º giugno 2024, ore 15:00 | Rovaniemi Nordmen | 40 – 6 (6-0 6-0 22-0 6-6) referto | Kokkola Scorpions | Susivouti |

| Jyväskylä 2 giugno 2024, ore 12:00 | Jyväskylä Jaguars | 48 – 27 referto | Flying Fishcocks | Viitaniemen kenttä |

| Mikkeli 2 giugno 2024, ore 13:00 | Mikkeli Bouncers | 32 – 12 (7-0 15-0 0-0 10-12) referto | Pori Bears | Urpolan tekonurmi |

| Sipoo 2 giugno 2024, ore 13:00 | Sipoo Bulldogs | 37 – 6 (12-6 22-0 3-0 0-0) referto | Hämeenlinna Tigers | Söderkullan tekonurmi |

#### 2ª giornata
| Kouvola 8 giugno 2024, ore 14:00 | Kuusankoski Cowboys | 33 – 10 (12-0 7-0 7-0 7-10) referto | Turku Trojans | Sarkolan tekonurmi |

| Rovaniemi 8 giugno 2024, ore 15:00 | Rovaniemi Nordmen | 8 – 34 (0-0 0-14 8-3 0-17) referto | Jyväskylä Jaguars | Susivouti |

| Kokkola 9 giugno 2024, ore 16:00 | Kokkola Scorpions | 26 – 20 (6-0 6-0 0-7 14-13) referto | Mikkeli Bouncers | Kirkonmäen urheilukenttä |

| Kuopio 9 giugno 2024, ore 16:00 | Flying Fishcocks | 43 – 8 (3-0 7-8 14-0 19-0) referto | Pori Bears | Väinölänniemen stadion |

| Helsinki 9 giugno 2024, ore 16:30 | Helsinki Wolverines Blue | 2 – 30 (0-0 2-23 0-7 0-0) referto | Sipoo Bulldogs | Velodromo di Helsinki |

#### 3ª giornata
| Mikkeli 15 giugno 2024, ore 13:00 | Mikkeli Bouncers | 17 – 14 (0-0 10-0 7-8 0-6) referto | Rovaniemi Nordmen | Urpolan tekonurmi |

| Kouvola 15 giugno 2024, ore 14:00 | Kuusankoski Cowboys | 7 – 32 (0-0 0-13 7-0 0-19) referto | Sipoo Bulldogs | Sarkolan tekonurmi |

| Raisio 15 giugno 2024, ore 14:00 | Turku Trojans | 13 – 18 (0-7 7-3 0-0 6-8) referto | Hämeenlinna Tigers | Kerttulan keinonurmi |

| Kajaani 16 giugno 2024, ore 14:00 | Flying Fishcocks | 7 – 33 (0-0 7-7 0-13 0-13) referto | Kokkola Scorpions | Vimpelin liikuntapuisto |

| Pori 16 giugno 2024, ore 16:00 | Pori Bears | 6 – 28 (0-0 0-7 6-14 0-7) referto | Jyväskylä Jaguars | Porin urheilukeskus |

#### 4ª giornata
| Mikkeli 29 giugno 2024, ore 13:00 | Mikkeli Bouncers | 10 – 22 (7-7 3-9 0-6 0-0) referto | Jyväskylä Jaguars | Urpolan tekonurmi |

| Rovaniemi 29 giugno 2024, ore 18:30 | Rovaniemi Nordmen | 28 – 0 (0-0 8-0 8-0 12-0) referto | Flying Fishcocks | Susivouti |

| Sipoo 30 giugno 2024, ore 13:00 | Sipoo Bulldogs | 34 – 7 (14-0 20-0 0-7 0-0) referto | Turku Trojans | Söderkullan tekonurmi |

| Kokkola 30 giugno 2024, ore 17:00 | Kokkola Scorpions | 27 – 6 (3-0 6-0 6-6 12-0) referto | Pori Bears | Kirkonmäen urheilukenttä |

| Helsinki 30 giugno 2024, ore 17:30 | Helsinki Wolverines Blue | 30 – 22 (6-8 12-0 6-14 6-0) referto | Hämeenlinna Tigers | Velodromo di Helsinki |

#### 5ª giornata
| Hämeenlinna 6 luglio 2024, ore 16:00 | Hämeenlinna Tigers | 6 – 31 (0-3 6-7 0-7 0-14) referto | Kuusankoski Cowboys | Pullerin keinonurmi |

| Pori 6 luglio 2024, ore 19:00 | Pori Bears | 0 – 16 (0-0 0-0 0-0 0-16) referto | Rovaniemi Nordmen | Porin urheilukeskus |

| Jyväskylä 7 luglio 2024, ore 13:00 | Jyväskylä Jaguars | 20 – 14 (0-0 0-6 13-0 7-8) referto | Kokkola Scorpions | Viitaniemen kenttä |

| Kuopio 7 luglio 2024, ore 13:00 | Flying Fishcocks | 12 – 31 (0-14 6-7 6-7 0-3) referto | Mikkeli Bouncers | Rauhalahden jalkapallokenttä |

#### 6ª giornata
| Pori 13 luglio 2024, ore 18:00 | Pori Bears | 26 – 6 (0-6 20-0 0-0 6-0) referto | Flying Fishcocks | Porin urheilukeskus |

| Turku 14 luglio 2024, ore 14:30 | Turku Trojans | 0 – 20 (0-0 0-8 0-6 0-6) referto | Helsinki Wolverines Blue | Turun Urheilupuiston yläkenttä |

#### 7ª giornata
| Kiuruvesi 20 luglio 2024, ore 13:00 | Flying Fishcocks | 13 – 50 (0-7 7-30 6-6 0-7) referto | Jyväskylä Jaguars | Kiuruveden urheilukenttä |

| Pori 20 luglio 2024, ore 14:00 | Pori Bears | 19 – 13 (6-0 13-0 0-7 0-6) referto | Mikkeli Bouncers | Porin urheilukeskus |

| Hämeenlinna 20 luglio 2024, ore 16:00 | Hämeenlinna Tigers | 0 – 29 (0-7 0-0 0-2 0-20) referto | Sipoo Bulldogs | Pullerin keinonurmi |

| Kokkola 21 luglio 2024, ore 16:00 | Kokkola Scorpions | 29 – 22 (0-8 15-0 0-6 14-8) referto | Rovaniemi Nordmen | Kirkonmäen urheilukenttä |

| Helsinki 21 luglio 2024, ore 18:00 | Helsinki Wolverines Blue | 22 – 19 (0-0 14-6 0-13 8-0) referto | Kuusankoski Cowboys | Velodromo di Helsinki |

#### 8ª giornata
| Mikkeli 27 luglio 2024, ore 13:00 | Mikkeli Bouncers | 26 – 35 (6-7 6-7 8-7 6-14) referto | Kokkola Scorpions | Urpolan tekonurmi |

| Raisio 27 luglio 2024, ore 14:00 | Turku Trojans | 15 – 40 (0-13 7-6 0-7 8-14) referto | Kuusankoski Cowboys | Kerttulan keinonurmi |

| Sipoo 27 luglio 2024, ore 16:00 | Sipoo Bulldogs | 33 – 0 (13-0 6-0 0-0 14-0) referto | Helsinki Wolverines Blue | Söderkullan tekonurmi |

| Jyväskylä 28 luglio 2024, ore 16:00 | Jyväskylä Jaguars | 35 – 0 (0-0 21-0 7-0 7-0) referto | Rovaniemi Nordmen | Viitaniemen kenttä |

#### 9ª giornata
| Jyväskylä 3 agosto 2024, ore 16:00 | Jyväskylä Jaguars | 42 – 13 (14-0 21-0 0-7 7-6) referto | Pori Bears | Viitaniemen kenttä |

| Rovaniemi 3 agosto 2024, ore 18:30 | Rovaniemi Nordmen | 0 – 15 (0-0 0-6 0-0 0-9) referto | Mikkeli Bouncers | Susivouti |

| Sipoo 4 agosto 2024, ore 13:00 | Sipoo Bulldogs | 0 – 7 (0-7 0-0 0-0 0-0) referto | Kuusankoski Cowboys | Söderkullan tekonurmi |

| Kokkola 4 agosto 2024, ore 16:00 | Kokkola Scorpions | 19 – 33 (7-6 6-6 0-8 6-13) referto | Flying Fishcocks | Kirkonmäen kenttä |

#### 10ª giornata
| Hämeenlinna 10 agosto 2024, ore 14:30 | Hämeenlinna Tigers | 21 – 28 (0-3 14-18 0-7 7-0) referto | Turku Trojans | Pullerin keinonurmi |

### Classifiche
Le classifiche della regular season sono le seguenti:
- PCT = percentuale di vittorie, G = partite giocate, V = partite vinte,  P = partite perse, PF = punti fatti, PS = punti subiti

#### Girone A
| Pos. | Squadra           | PCT   | G | V | N | P | PF  | PS  |
| ---- | ----------------- | ----- | - | - | - | - | --- | --- |
| 1    | Jyväskylä Jaguars | 1.000 | 8 | 8 | 0 | 0 | 279 | 91  |
| 2    | Kokkola Scorpions | .625  | 8 | 5 | 0 | 3 | 189 | 174 |
| 3    | Mikkeli Bouncers  | .500  | 8 | 4 | 0 | 4 | 164 | 140 |
| 4    | Rovaniemi Nordmen | .375  | 8 | 3 | 0 | 5 | 128 | 136 |
| 5    | Flying Fishcocks  | .250  | 8 | 2 | 0 | 6 | 141 | 243 |
| 6    | Pori Bears        | .250  | 8 | 2 | 0 | 6 | 90  | 207 |

#### Girone B
| Pos. | Squadra                  | PCT  | G | V | N | P | PF  | PS  |
| ---- | ------------------------ | ---- | - | - | - | - | --- | --- |
| 1    | Sipoo Bulldogs           | .857 | 7 | 6 | 0 | 1 | 195 | 29  |
| 2    | Kuusankoski Cowboys      | .714 | 7 | 5 | 0 | 2 | 179 | 92  |
| 3    | Helsinki Wolverines Blue | .500 | 6 | 3 | 0 | 3 | 81  | 146 |
| 4    | Hämeenlinna Tigers       | .167 | 6 | 1 | 0 | 5 | 73  | 168 |
| 5    | Turku Trojans            | .167 | 6 | 1 | 0 | 5 | 73  | 166 |

## Playoff

### Tabellone
|  | Wild Card | Wild Card                | Wild Card         |                     |    | Semifinali        | Semifinali | Semifinali |  |  | XIV Rautamalja | XIV Rautamalja | XIV Rautamalja |  |
|  |           |                          |                   |                     |    |                   |            |            |  |  |                |                |                |  |
|  | B2        | Kuusankoski Cowboys      | 24                |                     |    |                   |            |            |  |  |                |                |                |  |
|  | B2        | Kuusankoski Cowboys      | 24                |                     |    |                   |            |            |  |  |                |                |                |  |
|  | A3        | Mikkeli Bouncers         | 0                 |                     |    |                   |            |            |  |  |                |                |                |  |
|  | A3        | Mikkeli Bouncers         | 0                 |                     | A1 | Jyväskylä Jaguars | 24         |            |  |  |                |                |                |  |
|  |           |                          |                   |                     | A1 | Jyväskylä Jaguars | 24         |            |  |  |                |                |                |  |
|  |           |                          | B2                | Kuusankoski Cowboys | 17 |                   |            |            |  |  |                |                |                |  |
|  |           |                          |                   | Kuusankoski Cowboys | 17 |                   |            |            |  |  |                |                |                |  |
|  |           |                          |                   |                     |    |                   |            |            |  |  |                |                |                |  |
|  |           |                          |                   |                     |    |                   |            |            |  |  |                |                |                |  |
|  |           | A1                       | Jyväskylä Jaguars | 0                   |    |                   |            |            |  |  |                |                |                |  |
|  |           |                          |                   |                     |    |                   |            |            |  |  |                |                |                |  |
|  |           |                          | B1                | Sipoo Bulldogs      | 27 |                   |            |            |  |  |                |                |                |  |
|  |           |                          |                   | Sipoo Bulldogs      | 27 |                   |            |            |  |  |                |                |                |  |
|  |           |                          |                   |                     |    |                   |            |            |  |  |                |                |                |  |
|  |           |                          |                   |                     |    |                   |            |            |  |  |                |                |                |  |
|  |           | B1                       | Sipoo Bulldogs    | 39                  |    |                   |            |            |  |  |                |                |                |  |
|  |           |                          |                   | 39                  |    |                   |            |            |  |  |                |                |                |  |
|  |           |                          | A2                | Kokkola Scorpions   | 13 |                   |            |            |  |  |                |                |                |  |
|  | A2        | Kokkola Scorpions        | A2                | Kokkola Scorpions   | 13 | 30                |            |            |  |  |                |                |                |  |
|  | A2        | Kokkola Scorpions        |                   |                     |    |                   |            |            |  |  |                |                |                |  |
|  | B3        | Helsinki Wolverines Blue | 0                 |                     |    |                   |            |            |  |  |                |                |                |  |

### Wild Card
| Kokkola 9 agosto 2024, ore 12:00 | Kokkola Scorpions | 30 – 0 referto | Helsinki Wolverines Blue | Kirkonmäen kenttä |

| Kouvola 17 agosto 2024, ore 14:00 | Kuusankoski Cowboys | 24 – 0 (7-0 7-0 7-0 3-0) referto | Mikkeli Bouncers | Sarkolan tekonurmi |

### Semifinali
| Jyväskylä 24 agosto 2024, ore 13:00 | Jyväskylä Jaguars | 24 – 17 (d.t.s.) (3-0 7-14 0-3 7-0 7-0) referto | Kuusankoski Cowboys | Viitaniemen kenttä |

| Sipoo 25 agosto 2024, ore 15:00 | Sipoo Bulldogs | 39 – 13 (21-0 15-7 0-6 3-0) referto | Kokkola Scorpions | Söderkullan tekonurmi |

### XIV Rautamalja
| Jyväskylä 1º settembre 2024, ore 16:00 | Jyväskylä Jaguars | 0 – 27 (0-0 0-3 0-10 0-14) referto | Sipoo Bulldogs | Vaajakosken liikuntapuisto |

## Verdetti
- Sipoo Bulldogs Vincitori del Rautamalja 2024